# Favignana
Favignana er en italiensk ø i øgruppen Ægadiske Øer beliggende vest for Sicilien. Øen er med et areal på 19 km² den største af øerne i øgruppen. Der er kun én by på øen beliggende midt på øens nordkyst, hvor en bugt danner en naturlig havn. Øen udgør sammen med de to mindre øer, Levanzo og Marettimo, én kommune med ca. 4.100 indbyggere, hvoraf ca. 3.200 bor på Favignana. Det højeste punkt på øen er Monte Santa Caterina, 314 m.o.h. Der er færgeforbindelse til Trapani på Sicilien og til de to andre øer i øgruppen.
Favignana nævnes første gang omkring år 400 f.Kr. som et fønikisk bosted. I 1081 kom normannerne til øen, hvor de bl.a. opførte den fortsat eksisterende borg på øens højeste punkt, Monte S. Caterina. Siden Middelalderen har et væsentligt erhverv på øen været tunfangst, som dog i de seneste år er gået meget tilbage på grund af overfiskeri og konkurrence fra tunfangsten på de store oceaner. Man kan imidlertid fortsat ved kysten umiddelbart vest for byen se en af de gamle tunfangerstationer, som er en af de få i Italien, der fortsat er aktiv.
Favignana er også kendt for sin udnyttelse af den tuf, som øen består af. Den har været udnyttet helt siden romertiden og mange steder på øen ses disse udgravninger stadig. Langs kysten ses endvidere mange klippegrotter. Der har tidligere været skov på øen, men skoven er i dag væk, og vegetationen er typisk maki.